# Friedrich Kasimir Medikus
Friedrich Kasimir Medikus, także Friedrich Casimir Medicus (ur. 6 stycznia 1738 w Grumbach, zm. 8 lipca 1808 w Mannheim) – niemiecki lekarz, botanik i ogrodnik.
Przy podawaniu autorstwa łacińskich nazw gatunkowych roślin, nazwisko Friedrich Medikus oznacza skrót Medik..

## Życiorys
Medikus urodził się w Grumbach w Nadrenii-Palatynacie. Studiował w Tybindze, Strasburgu i Heidelbergu. Następnie pracował jako lekarz w Mannheim. Christian książę Pfalz-Zweibrücken w 1764 powierzył mu obowiązki radcy i lekarza miejskiego. W 1766 Medikus był zaangażowany przy zakładaniu ogrodów botanicznych. W 1769 został lekarzem garnizonowym w Mannheim. W swej karierze naukowej był dyrektorem Uniwersytetu w Heidelbergu. Był też kuratorem ogrodu botanicznego w Mannheim.
Przyczynił się do upowszechneinia uprawy grochodrzewu w Europie.

## Nomenklatura botaniczna
Niemiecki botanik Conrad Moench nazwał na jego cześć rodzaj Medicusia, obecnie uznawany za synonim Picris, polskie goryczel.

## Dzieła
- Geschichte periodischer Krankheiten (Karlsruhe, 1764)
- Sammlung von Beobachtungen aus der Arzengwissenschaft (Zurigo, 2 tomy, 1764–1766, wznowienie 1776).
- Briefe an den Hern I.G. Zimmermann, über cinige Erfahrungen aus der Arznegwissenschaft (Mannheim, 1766).
- Sur les rechutes et sur la contagion de la petite vérole, deux lettres de M. Medicus,... à M. Petit (Mannheim, 1767).
- Von dem Bau auf Steinkohlen (Mannheim, 1768). On line:
- Beiträge zur schönen Gartenkunst (Mannheim, 1782). On line:
- Botanische Beobachtungen (Mannheim, 1780-1784). On line:
- Über einige künstliche Geschlechter aus der Malven- Familie, denn der Klasse der Monadelphien (Mannheim, 1787). On line:
- Pflanzen-Gattungen nach dem Inbegriffe sämtlicher Fruktifications-Theile gebildet... mit kritischen Bemerkungen (Mannheim, 1792). On line:
- Über nordamerikanische Bäume und Sträucher, als Gegenstände der deutschen Forstwirthschaft und der schönen Gartenkunst (Mannheim, 1792).
- Critische Bemerkungen über Gegenständen aus dem Pflanzenreiche (Mannheim, 1793). On line:
- Geschichte der Botanik unserer Zeiten (Mannheim, 1793). On line:
- Unächter Acacien-Baum, zur Ermunterung des allgemeinen Anbaues dieser in ihrer Art einzigen Holzart (Leipzig, quatre volumes, 1794-1798). On line:
- Über die wahren Grundsätze der Futterbaues (Leipzig, 1796).
- Beyträge zur Pflanzen-Anatomie, Pflanzen-Physiologie und einer neuen Charakteristik der Bäume und Sträucher (Leipzig, deux volumes, 1799-1800).
- Entstehung der Schwämme, vegetabilische Crystallisation (Leyde, 1803).
- Fortpflanzung der Pflanzen durch Examen (Leyde, 1803). On line:
- Beiträge zur Kultur exotischer Gewächse (Leipzig, 1806).